# Comuna Piran
Piran (Občina Piran) este o comună din Slovenia, cu o populație de 16.758 de locuitori (2002).

## Localități
Dragonja/Dragogna, Lucija/Lucia, Nova vas, Padna, Parecag/Parezzago, Piran/Pirano, Portorož/PortoRose, Seča/Sezza, Sečovlje/Sicciole, Strunjan/Strugnano, Sveti Peter